# Wikileaks diplomatläcka 2010
Wikileaks publicerade, i samarbete med fem större tidningar, med början 28 november 2010 på sin webbplats en samling konfidentiella detaljerade dokument med korrespondens mellan USA:s utrikesdepartement och landets ambassader runt om i världen. Publiceringen av de diplomatiska telegrammen är den tredje i en rad större publiceringar av amerikanska konfidentiella dokument Wikileaks gjort, efter en läcka av dokument från kriget i Afghanistan i juli, och en läcka av dokument om kriget i Irak i oktober. De första 291 av de 251 287 dokumenten publicerades 28 november samtidigt av Wikileaks och i El País (Spanien), Le Monde (Frankrike), Der Spiegel (Tyskland), The Guardian (Storbritannien) och The New York Times (USA). Över 130 000 av dokumenten är inte klassificerade som hemliga; inga klassificeras som "top secret" (ungefär "topphemligt") på klassifikationsskalan; ungefär 100 000 klassificeras som "confidential" (ungefär "konfidentiella"), och ungefär 15 000 dokument har den högre klassifikationen "secret" (ungefär "hemlig"). WikiLeaks planerar att publicera hela samlingen dokument i perioder över flera månader. Dokumenten är från tidsperioden 1965-2010.

## Avslöjanden

### Sverige
Programmet Dokument Inifrån i Sveriges Television sände 5 december 2010 dokumentären "De hemliga telegrammen", som avslöjade innehållet i läckta rapporter från tjänstemän på USA:s ambassad i Stockholm. Bland annat avslöjades att det enligt rapporterna förekommit ett informellt samarbete gällande informationsutbyte mellan Sverige och USA, ett samarbete tjänstemän som företrädde Sveriges regering ska ha sagt sig (under ett möte om en eventuell formalisering av samarbete i form av ett avtal med Sverige om uppgiftslämning till Terrorist Screening Center) velat bevara informellt eftersom riksdagen annars skulle få kännedom om verksamheten, något som antogs ha kunnat riskera den. Vänsterpartiets riksdagsledamot Jens Holm reagerade på avslöjandet genom att i en interpellation kräva tillsättandet av en sanningskommission. Riksdagsledamot och ordförande i justitieutskottet Morgan Johansson kommenterade avslöjandet med att det, om uppgifterna stämmer, kan visa sig vara ett grundlagsbrott och leda till justitieminister Beatrice Asks avgång, och riksdagsledamoten Maria Ferm har anmält saken till konstitutionsutskottet. Justitieminister Beatrice Ask menade dock att "arbetet bedrivs enligt de regler som finns". Konstitutionsutskottets ordförande Peter Hultqvist meddelade den 7 december att KU kommer granska frågan.
Under ett diplomatiskt möte i Bagdad den 2 september 2008, framkom det även att Carl Bildt och Tobias Billström hade intentioner att minska invandringen av irakier som anländer till Sverige. Denna önskan baserades på problematiken av hedersrelaterade mord i Sverige och att den svenska opinionen ville ha en minskad invandring. ”Utan ett regelverk för att skicka tillbaka tillståndslösa skulle invandringsproblemet skena okontrollerat i ett land med nio miljoner invånare”, ska Bildt ha konstaterat enligt dokumentet.
Ministrarna ska enligt amerikanerna dessutom ha påpekat att de flyktingar som anlänt till Sverige efter 2003 var svårare att integrera i samhället, eftersom de kom ”blottställda, lågutbildade, och utan yrkes- eller språkkunskaper”.
I februari 2011 publicerade Wikileaks rapporter från det mellanstatliga samarbetet e-PINE:s möten 2007 och 2008 som visade att samarbetet hade använts som plattform för att försöka påverka rysk politik genom att så split mellan president Dmitrij Medvedev och premiärminister Vladimir Putin samt stärka Georgiens chanser att gå med i EU.